# ویلفرد لنکستر
ویلفرد لنکستر (انگلیسی: Wilfred Lancaster؛ ۲۷ سپتامبر ۱۹۰۴ – ژوئیه ۱۹۸۷) بازیکن فوتبال اهل انگلستان بود.
از باشگاه‌هایی که در آن بازی کرده‌است می‌توان به باشگاه فوتبال برنلی اشاره کرد.